# Clenchiella
Genre
Clenchiella est un genre de mollusques gastéropodes appartenant à la famille des Clenchiellidae. L'espèce-type est Clenchiella victoriae.

## Liste d'espèces
Selon World Register of Marine Species (28 septembre 2017) :
- Clenchiella bicingulata Ponder, Fukuda & Hallan, 2014
- Clenchiella iriomotensis Ponder, Fukuda & Hallan, 2014
- Clenchiella minutissima (Wattebled, 1884)
- Clenchiella varicosa Ponder, Fukuda & Hallan, 2014
- Clenchiella victoriae Abbott, 1948